# Джеренцаго
Джеренцаго (итал. Gerenzago) — коммуна в Италии, располагается в регионе Ломбардия, в провинции Павия.
Население составляет 1257 человек (2008 г.), плотность населения составляет 251 чел./км². Занимает площадь 5 км². Почтовый индекс — 27010. Телефонный код — 0382.
Покровителем коммуны почитаются святой Мавр, празднование 15 января, и святая Пуденциана, празднование в третье воскресения мая.

## Демография
Динамика населения:

## Администрация коммуны
- Официальный сайт: http://www.comunegerenzago.it/